# أمينة حاف 1 (مسلسل)
أمينة حاف، مسلسل تلفزيوني كويتي، أنتج وعرض في عام 2021. كتبه علي الدوحان وأخرجه سائد بشير الهواري.

## قصة المسلسل
تدور أحداث المسلسل حول «أمينة» التي تعيش في منزل قديم وتعاني من الفقر الشديد بعد طلاقها مع ابنتها الوحيدة «حنين» ولا يوجد لديها من يسأل عنها فوالداها متوفيان منذ صغرها و«طيبة» خالتها التي ارضعتها إنسانة تكرها لأنها فقيرة فهي أنانية وتبحث عن مصلحتها. تعلم «أمينة» أن طليقها كان يعمل مع عصابة في الممنوعات وهذه العصابة تخطط لقتله وأخذ الأموال التي يحتفظ فيها بمنزله دون علم «أمينة» تطلب العصابة منها قتل «حسن» مقابل نصف الأموال وبالفعل تقوم بقتله وأخذ الأموال وتتغير حياة «أمينة» للأفضل عندما تعلم «طيبة» أن «أمينة» أصبحت ذات ثروة تمثل عليها الحب وتسكن معها في شقتها الجديدة للحصول على ما تريد. حيث أن أمينة انتقلت إلى السكن في شقة يملكها «فارس» المتزوج من ثلاث «رقية» وابنها «ضاري» و«شمايل» وابنها «أوس» و«شوق» الصغرى التي يتزوجها حديثًا. يعجب «فارس» بأمينة طمعًا بأموالها فيتزوجها وهناك تنشب الخلافات اليومية بين الزوجات الأربعة.
من جانب منزل «طيبة» فهي لديها ابنتان أحداهما «منيرة» الفتاة غريبة الأطباع المهملة صاحبة المشاكل لا تهتم بالنظافة متزوجة من «بدر» الذي يعاني من إهمالها له ولمنزلهما وجفافها النفسي والعاطفي وكثرة مشاكلها وعدم قيامها بأبسط حقوقه الزوجية، فهو لا يستطيع الطلاق منها لعدم استطاعته دفع مؤخر الطلاق. تقوم «فوز» صديقة «منيرة» بالتقرب من «بدر» لنظرتها أن «منيرة» لا تستحق زوج مثله فتقوم بالتخريب بينهما من أجل زواجها من «بدر» بالفعل يتزوجا دون علم «منيرة» ولكنها بعدما تعلم بالأمر تصر على الطلاق مقابل تنازلها عن المؤخر وتذهب للعيش مع والدتها «طيبة» وشقيقتها بالرضاعة «أمينة» وهناك تتعرف على «ضاري» ابن «فارس» وتنشب بينهما علاقة حب ليتزوجها لتدخل هي الأخرى لبيت «فارس» إلى جانب شقيقتها «أمينة».
ولكن في الحلقة الأخيرة تحدث مفاجأة تغير أحداث العمل بالكامل. تستيقظ أمينة من نومها فتجد طليقها هو زوجها في الحقيقة وتعيش في منزل فارس أما فارس فهو متزوج من رقية ولديه 4 أطفال ويعيشون في منزل أمينة القديم. وشمايل اسمها سمية وهي امرأة مغرورة، شوق تظهر ممثلة، وضاري لم يكن ابن رقية ولديه ابنة صغيرة. أما بدر لم يطلق منيرة وحامل منه وطيبة قلبها حنون وحصة مخطوبة من عبود فهو بكامل مداركه العقلية وغني.

## الممثلين المشاركين بالعمل
| الممثل           | الشخصية | ملاحظات                                                                                |
| ---------------- | ------- | -------------------------------------------------------------------------------------- |
| إلهام الفضالة    | أمينة   | بطلة العمل، تتزوج بعد وفاة طليقها من فارس، وبذلك تكون الزوجة الرابعة                   |
| طيف              | طيبة    | خالة أمينة وامها بالرضاعة                                                              |
| شهاب جوهر        | فارس    | الرجل المزواج المتزوج من ثلاث، يعجب بأمينة فيتزوجها لتكون الزوجة الرابعة               |
| في الشرقاوي      | شمايل   | زوجة فارس الثانية، وهي الأكثر حبًا وتعلق بفارس لكنها لا تعلن له هذا الشعور              |
| شوق الهادي       | شوق     | زوجة فارس الثالثة، هي الأصغر من بين زوجات فارس وتزوجته لانها تفقد حنان الأبوة          |
| شهد سلمان        | رقية    | زوجة فارس الأولى، هي الأكثر الطاعة لفارس حتى لو كان على حساب كرامتها                   |
| ليالي دهراب      | منيرة   | ابنة طيبة                                                                              |
| عبد الله الطليحي | بدر     | الزوج الأول لمنيرة                                                                     |
| فهد باسم         | عبود    | زوج حصة، يعاني من مرض التوحد لكنه شخصية ذكية، اسمه عبد الله لكن الجميع يناديه بعبود    |
| صمود المؤمن      | حصة     | ابنة طيبة، تجبرها أمها على الزواج من عبود الذي يعاني من مرض التوحد لكنها تحبه بالنهاية |
| أحمد النجار      | ضاري    | الأبن الأول لفارس من زوجته رقية، وزوج منيرة الثاني                                     |
| طلال باسم        | أوس     | الأبن الثاني لفارس من زوجته شمايل                                                      |
| خالد العجيرب     | حسن     | زوج أمينة الأول                                                                        |
| رندا حجاج        | فوز     | صديقة منيرة، والزوجة الثانية لبدر                                                      |
| إيمان العلي      | أم عبود | والدة عبود، تبحث عن سعادة ابنها الوحيد عبود فتقوم بتزوجيه من حصة حتى تراه أولاده       |
| غرور صفر         | حنين    | ابنة أمينة من زوجها الأول حسن                                                          |